# بيير دووموه
بيير دووموه هو لاعب كرة قدم بلجيكي في مركز الوسط، ولد في 21 يونيو عام 2004. لعب مع نادي جينك.

## وصلات خارجية
- بيير دووموه على موقع الاتحاد الأوربي (الإنجليزية)
- بيير دووموه على موقع قاعدة بيانات كرة القدم.إي يو (الإنجليزية)
- بيير دووموه على موقع Soccerbase.com (لاعب) (الإنجليزية)
- بيير دووموه على موقع Soccerway.com (الإنجليزية)
- بيير دووموه على موقع عالم كرة القدم.نت (الإنجليزية)